# Aglycyderes
Genre
Aglycyderes est un genre d'insectes coléoptères de la famille des Belidae.

## Liste d'espèces
Selon Catalogue of Life (28 août 2014) :
- Aglycyderes badius
- Aglycyderes hollastoni
- Aglycyderes setifer